# Teodoro I di Costantinopoli
Teodoro I (... – 28 gennaio 687) è stato un arcivescovo bizantino, patriarca ecumenico di Costantinopoli dal 677 al 679 e successivamente dal 686 al 687. La Chiesa ortodossa lo considera santo e lo venera il 27 dicembre.